# Women's National Basketball Association

Karta över lag och divisioner. Icke ifyllda symboler indikerar idag ej verksamma lag. Gröna symboler indikerar originallagen från 1997.

Women's National Basketball Association, WNBA, är en professionell basketliga för damer i USA. Den bildades den 24 april 1996 och spelades första gången 1997. Den reguljära säsongen pågår mellan maj och september, och slutspelet avgörs från slutet av september till in i oktober.

## Svenska spelare i WNBA
- Tanja Kostić, 1998–2000 (Cleveland Rockers, Miami Sol)
- Chioma Nnamaka, 2008 (San Antonio Spurs, Atlanta Dream)
- Farhiya Abdi, draftad 2012 av Los Angeles Sparks
- Amanda Zahui, 2015– (Tulsa Shock, New York Liberty)
- Frida Eldebrink, 2016 (San Antonio Spurs)[1]
- Elin Eldebrink, 2016 (New York Liberty)[2][3]
- Klara Lundquist, 2021 (Washington Mystics)[4]

## Lagen
Divisionerna 2025:
Eastern Conference
- Atlanta Dream
- Chicago Sky
- Connecticut Sun
- Indiana Fever
- New York Liberty
- Washington Mystics

Western Conference
- Dallas Wings
- Golden State Valkyries
- Las Vegas Aces
- Los Angeles Sparks
- Minnesota Lynx
- Phoenix Mercury
- Seattle Storm

### Framtida lag
- Portland Fire (från 2026)
- Toronto Tempo (från 2026)
- Cleveland (från 2028)
- Detroit (från 2029)
- Philadelphia (från 2030)

### Tidigare lag
- Charlotte Sting (1997–2006)
- Cleveland Rockers (1997–2003)
- Detroit Shock (1998–2009, blev Tulsa Shock 2010–2015, blev Dallas Wings)
- Houston Comets (1997–2008)
- Miami Sol (2000–2002)
- Orlando Miracle (1999–2002, blev Connecticut Sun)
- Portland Fire (2000–2002; inte relaterat till laget som börjar spela 2026 som Portland Fire)
- Sacramento Monarchs (1997–2009)
- Utah Starzz (1997–2002, blev San Antonio Silver Stars 2002–2013 och San Antonio Stars 2014–2017, blev Las Vegas Aces)

## Mästare
| Säsong | Vinnare             | Resultat i finalserien (räknat i matcher) | Tvåa                     |
| ------ | ------------------- | ----------------------------------------- | ------------------------ |
| 1997   | Houston Comets      | 1–0                                       | New York Liberty         |
| 1998   | Houston Comets      | 2–1                                       | Phoenix Mercury          |
| 1999   | Houston Comets      | 2–1                                       | New York Liberty         |
| 2000   | Houston Comets      | 2–0                                       | New York Liberty         |
| 2001   | Los Angeles Sparks  | 2–0                                       | Charlotte Sting          |
| 2002   | Los Angeles Sparks  | 2–0                                       | New York Liberty         |
| 2003   | Detroit Shock       | 2–1                                       | Los Angeles Sparks       |
| 2004   | Seattle Storm       | 2–1                                       | Connecticut Sun          |
| 2005   | Sacramento Monarchs | 3–1                                       | Connecticut Sun          |
| 2006   | Detroit Shock       | 3–2                                       | Sacramento Monarchs      |
| 2007   | Phoenix Mercury     | 3–2                                       | Detroit Shock            |
| 2008   | Detroit Shock       | 3–0                                       | San Antonio Silver Stars |
| 2009   | Phoenix Mercury     | 3–2                                       | Indiana Fever            |
| 2010   | Seattle Storm       | 3–0                                       | Atlanta Dream            |
| 2011   | Minnesota Lynx      | 3–0                                       | Atlanta Dream            |
| 2012   | Indiana Fever       | 3–1                                       | Minnesota Lynx           |
| 2013   | Minnesota Lynx      | 3–0                                       | Atlanta Dream            |
| 2014   | Phoenix Mercury     | 3–0                                       | Chicago Sky              |
| 2015   | Minnesota Lynx      | 3–2                                       | Indiana Fever            |
| 2016   | Los Angeles Sparks  | 3–2                                       | Minnesota Lynx           |
| 2017   | Minnesota Lynx      | 3–2                                       | Los Angeles Sparks       |
| 2018   | Seattle Storm       | 3–0                                       | Washington Mystics       |
| 2019   | Washington Mystics  | 3–2                                       | Connecticut Sun          |
| 2020   | Seattle Storm       | 3–0                                       | Las Vegas Aces           |
| 2021   | Chicago Sky         | 3–1                                       | Phoenix Mercury          |
| 2022   | Las Vegas Aces      | 3–1                                       | Connecticut Sun          |
| 2023   | Las Vegas Aces      | 3–1                                       | New York Liberty         |
| 2024   | New York Liberty    | 3-2                                       | Minnesota Lynx           |